# BGL Ligue
BGL Ligue este cea mai importantă competiție din sistemul fotbalistic luxemburghez.

## Clasamentul UEFA
Coeficientul UEFA pe 2020 
- 33  (33)  Nemzeti Bajnokság I
- 34  (43)  BGL Ligue
- 35  (41)  A Lyga
- 36  (44)  Prima Ligă Armeană
- 37  (42)  Virslīga
- 38  (36)  Kategoria Superiore

## Campioane
| Sezon      | Campioană                | Locul 2                    |
| ---------- | ------------------------ | -------------------------- |
| 1910       | Racing Club Luxembourg   | US Hollerich               |
| 1911       | Sporting Club Luxembourg | Sporting Club Differdange  |
| 1912       | US Hollerich             | Sporting Club Luxembourg   |
| 1913       | Nu s-a jucat             | Nu s-a jucat               |
| 1914       | US Hollerich             | Sporting Club Luxembourg   |
| 1915       | US Hollerich             | Jeunesse Esch              |
| 1916       | US Hollerich             | Sporting Club Luxembourg   |
| 1917       | US Hollerich             | Fola Esch                  |
| 1918       | Fola Esch                | US Hollerich               |
| 1919       | Sporting Club Luxembourg | Fola Esch                  |
| 1920       | Fola Esch                | Stade Dudelange            |
| 1921       | Jeunesse Esch            | Fola Esch                  |
| 1922       | Fola Esch                | Union Luxembourg           |
| 1923       | Red Boys Differdange     | Stade Dudelange            |
| 1924       | Fola Esch                | Spora Luxembourg           |
| 1925       | Spora Luxembourg         | Stade Dudelange            |
| 1926       | Red Boys Differdange     | Spora Luxembourg           |
| 1927       | Union Luxembourg         | Red Boys Differdange       |
| 1928       | Spora Luxembourg         | Stade Dudelange            |
| 1929       | Spora Luxembourg         | Fola Esch                  |
| 1930       | Fola Esch                | Spora Luxembourg           |
| 1931       | Red Boys Differdange     | Spora Luxembourg           |
| 1932       | Red Boys Differdange     | Progrès Niedercorn         |
| 1933       | Red Boys Differdange     | Spora Luxembourg           |
| 1934       | Spora Luxembourg         | Red Boys Differdange       |
| 1935       | Spora Luxembourg         | Red Boys Differdange       |
| 1936       | Spora Luxembourg         | Jeunesse Esch              |
| 1937       | Jeunesse Esch            | Progrès Niedercorn         |
| 1938       | Spora Luxembourg         | Jeunesse Esch              |
| 1939       | Stade Dudelange          | US Dudelange               |
| 1940       | Stade Dudelange          | US Dudelange               |
| 1941- 1944 | Nu s-a jucat             | Nu s-a jucat               |
| 1945       | Stade Dudelange          | Spora Luxembourg           |
| 1946       | Stade Dudelange          | US Dudelange               |
| 1947       | Stade Dudelange          | US Dudelange               |
| 1948       | Stade Dudelange          | Union Luxembourg           |
| 1949       | Spora Luxembourg         | Fola Esch                  |
| 1950       | Stade Dudelange          | National Schifflange       |
| 1951       | Jeunesse Esch            | National Schifflange       |
| 1952       | National Schifflange     | Spora Luxembourg           |
| 1953       | Progrès Niedercorn       | Jeunesse Esch              |
| 1954       | Jeunesse Esch            | Fola Esch                  |
| 1955       | Stade Dudelange          | Fola Esch                  |
| 1956       | Spora Luxembourg         | Stade Dudelange            |
| 1957       | Stade Dudelange          | Jeunesse Esch              |
| 1958       | Jeunesse Esch            | Red Boys Differdange       |
| 1959       | Jeunesse Esch            | Spora Luxembourg           |
| 1960       | Jeunesse Esch            | Stade Dudelange            |
| 1961       | Spora Luxembourg         | Jeunesse Esch              |
| 1962       | Union Luxembourg         | Alliance Dudelange         |
| 1963       | Jeunesse Esch            | Union Luxembourg           |
| 1964       | Aris Bonnevoie           | Union Luxembourg           |
| 1965       | Stade Dudelange          | Union Luxembourg           |
| 1966       | Aris Bonnevoie           | Union Luxembourg           |
| 1967       | Jeunesse Esch            | Spora Luxembourg           |
| 1968       | Jeunesse Esch            | US Rumelange               |
| 1969       | Avenir Beggen            | Jeunesse Esch              |
| 1970       | Jeunesse Esch            | US Rumelange               |
| 1971       | Union Luxembourg         | Aris Bonnevoie             |
| 1972       | Aris Bonnevoie           | US Rumelange               |
| 1973       | Jeunesse Esch            | Union Luxembourg           |
| 1974       | Jeunesse Esch            | Red Boys Differdange       |
| 1975       | Jeunesse Esch            | Avenir Beggen              |
| 1976       | Jeunesse Esch            | Red Boys Differdange       |
| 1977       | Jeunesse Esch            | Progrès Niedercorn         |
| 1978       | Progrès Niedercorn       | Jeunesse Esch              |
| 1979       | Red Boys Differdange     | Progrès Niedercorn         |
| 1980       | Jeunesse Esch            | Red Boys Differdange       |
| 1981       | Progrès Niedercorn       | Red Boys Differdange       |
| 1982       | Avenir Beggen            | Progrès Niedercorn         |
| 1983       | Jeunesse Esch            | Avenir Beggen              |
| 1984       | Avenir Beggen            | Red Boys Differdange       |
| 1985       | Jeunesse Esch            | Red Boys Differdange       |
| 1986       | Avenir Beggen            | Jeunesse Esch              |
| 1987       | Jeunesse Esch            | Avenir Beggen              |
| 1988       | Jeunesse Esch            | Spora Luxembourg           |
| 1989       | Spora Luxembourg         | Jeunesse Esch              |
| 1990       | Union Luxembourg         | Avenir Beggen              |
| 1991       | Union Luxembourg         | Jeunesse Esch              |
| 1992       | Union Luxembourg         | Avenir Beggen              |
| 1993       | Avenir Beggen            | Union Luxembourg           |
| 1994       | Avenir Beggen            | CS Grevenmacher            |
| 1995       | Jeunesse Esch            | CS Grevenmacher            |
| 1996       | Jeunesse Esch            | CS Grevenmacher            |
| 1997       | Jeunesse Esch            | CS Grevenmacher            |
| 1998       | Jeunesse Esch            | Union Luxembourg           |
| 1999       | Jeunesse Esch            | F91 Dudelange              |
| 2000       | F91 Dudelange            | CS Grevenmacher            |
| 2001       | F91 Dudelange            | CS Grevenmacher            |
| 2002       | F91 Dudelange            | CS Grevenmacher            |
| 2003       | CS Grevenmacher          | F91 Dudelange              |
| 2004       | Jeunesse Esch            | F91 Dudelange              |
| 2005       | F91 Dudelange            | FC Etzella Ettelbruck      |
| 2006       | F91 Dudelange            | Jeunesse Esch              |
| 2007       | F91 Dudelange            | FC Etzella Ettelbruck      |
| 2008       | F91 Dudelange            | Racing FC Union Luxembourg |
| 2009       | F91 Dudelange            | FC Differdange 03          |
| 2010       | Jeunesse Esch            | F91 Dudelange              |
| 2011       | F91 Dudelange            | CS Fola Esch               |
| 2012       | F91 Dudelange            | Jeunesse Esch              |

## Statistici

### Performanța cluburilor
| Club                       | Campioană | Vice-campioană | Anul |
| -------------------------- | --------- | -------------- | --- |
| Jeunesse Esch              | 28        | 13             | 1921, 1937, 1951, 1954, 1958, 1959, 1960, 1963, 1967, 1968, 1970, 1973, 1974, 1975, 1976, 1977, 1980, 1983, 1985, 1987, 1988, 1995, 1996, 1997, 1998, 1999, 2004, 2010 |
| CA Spora Luxembourg        | 11        | 10             | 1925, 1928, 1929, 1934, 1935, 1936, 1938, 1949, 1956, 1961, 1989 |
| Stade Dudelange            | 10        | 6              | 1939, 1940, 1945, 1946, 1947, 1948, 1950, 1955, 1957, 1965 |
| F91 Dudelange              | 10        | 3              | 2000, 2001, 2002, 2005, 2006, 2007, 2008, 2009, 2011, 2012 |
| FA Red Boys Differdange    | 6         | 10             | 1923, 1926, 1931, 1932, 1933, 1979 |
| Union Luxembourg           | 6         | 9              | 1927, 1962, 1971, 1990, 1991, 1992 |
| FC Avenir Beggen           | 6         | 5              | 1969, 1982, 1984, 1986, 1993, 1994 |
| CS Fola Esch               | 5         | 8              | 1918, 1920, 1922, 1924, 1930 |
| US Hollerich Bonnevoie     | 5         | 2              | 1912, 1914, 1915, 1916, 1917 |
| FC Progrès Niedercorn      | 3         | 5              | 1953, 1978, 1981 |
| FC Aris Bonnevoie          | 3         | 1              | 1964, 1966, 1972 |
| Sporting Club Luxembourg   | 2         | 3              | 1911, 1919 |
| CS Grevenmacher            | 1         | 7              | 2003 |
| National Schifflange       | 1         | 2              | 1952 |
| Racing Club Luxembourg     | 1         | 0              | 1910 |
| US Dudelange               | 0         | 4              | |
| US Rumelange               | 0         | 3              | |
| FC Etzella Ettelbruck      | 0         | 2              | |
| Alliance Dudelange         | 0         | 1              | |
| Sporting Club Differdange  | 0         | 1              | |
| FC Differdange 03          | 0         | 1              | |
| Racing FC Union Luxembourg | 0         | 1              | |

### Performanța orașelor
| Oraș             | Titluri | Vice-campioane |
| ---------------- | ------- | -------------- |
| Luxemburg        | 34      | 31             |
| Esch-sur-Alzette | 32      | 21             |
| Dudelange        | 20      | 14             |
| Differdange      | 6       | 12             |
| Niederkorn       | 3       | 5              |
| Grevenmacher     | 1       | 7              |
| Schifflange      | 1       | 2              |
| Rumelange        | 0       | 3              |
| Ettelbruck       | 0       | 2              |

### Performanța cantoanelor
| Canton           | Titluri | Vice-campioane |
| ---------------- | ------- | -------------- |
| Esch-sur-Alzette | 62      | 57             |
| Luxemburg        | 34      | 31             |
| Grevenmacher     | 1       | 7              |
| Diekirch         | 0       | 2              |